# Sonny and his Wild Cows
A Sonny and His Wild Cows egy 2002-ben alakult magyar rockegyüttes.
Rhythm and blues, blues, rock'n'roll és rockabilly műfajokban játszanak. A zenekar egyike azon kevés európai együttesnek, amely a rhythm and blues műfajt űzi. Nagyrészt amerikai zenét játszanak a 40-es és 50-es évekből, például country, swing, rockabilly és hasonlók. Sonny ("Mr. Rhythm and Blues") alapította, Charming Marty harmonikással, Wins Huber gitárossal illetve Buddy Benkey basszusgitárossal kiegészítve. Közülük ma már csak Sonny képviseli a zenekart, mint alapító tag. Koncerteztek már Magyarországon és külföldön egyaránt. Felléptek már az A38 Hajón is, koncertjüket a Magyar Televízió is leadta.

## Tagok
- Sonny – ének, gitár
- Crazy Benny – zongora
- Gordon Taylor – basszusgitár
- Little Tommy – dob

## Korábbi tagok
- Charming Marty – harmonika
- Wins Huber – gitár
- Buddy Benkey – basszusgitár

## Diszkográfia
- Mr. Rhythm and Blues (stúdióalbum, 2008)